# میشل راگن
میشل راگون ( زاده ۲۴ ژوئن ۱۹۲۴ در مارسی - درگذشته ۱۴ فوریه)  نویسنده و منتقد هنری فرانسوی بود. علایق اصلی او ادبیات کارگری و تاریخ آنارشیسم بود.

## زندگینامه
میشل راگون از یک خانواده کشاورز در وانده (Vandée) بود. پدرش وقتی راگون ۸ ساله بود، درگذشت. او دوران کودکی خود را در فقر در فونتنه لو کنت گذراند و در سن ۱۴ سالگی به نانت آمد و در آنجا به عنوان پادو شروع به کار کرد. کار مادرش به عنوان سرایدار آپارتمانی با کتابخانه‌ای غنی، او را قادر ساخت تا در دنیای ادبیات غرق شود. در پایان سال ۱۹۴۳، او رساله‌ای علیه اشغال آلمان نوشت و به همین دلیل توسط گشتاپو تحت تعقیب قرار گرفت.